# Aska
Aska was een Joegoslavische meidengroep uit de jaren 80.
De groep bestond uit Snežana Misković, Snežana Stamenković en Izolda Barudzija. 
Ze vertegenwoordigden Joegoslavië op het Eurovisiesongfestival 1982 met het lied Halo Halo en werden 14e. Ze brachten ook een Engelse versie uit.
1961: Ljiljana Petrović · 
1962: Lola Novaković · 
1963: Vice Vukov · 
1964: Sabahudin Kurt · 
1965: Vice Vukov · 
1966: Berta Ambrož · 
1967: Lado Leskovar · 
1968: Luciano Kapurso & Hamo Hajdarhodžić · 
1969: Ivan & 3M · 
1970: Eva Sršen · 
1971: Krunoslav Slabinac · 
1972: Tereza · 
1973: Zdravko Čolić · 
1974: Korni · 
1975: Pepel in Kri · 
1976: Ambasadori · 
1981: Seid Memić-Vajta · 
1982: Aska · 
1983: Danijel Popović · 
1984: Vlado & Izolda · 
1986: Doris Dragović · 
1987: Novi Fosili · 
1988: Srebrna Krila · 
1989: Riva · 
1990: Tajči · 
1991: Bebi Dol · 
1992: Extra Nena